# Praskolesy
Praskolesy är en ort i Tjeckien.   Den ligger i regionen Mellersta Böhmen, i den centrala delen av landet, 40 km sydväst om huvudstaden Prag. Praskolesy ligger 303 meter över havet och antalet invånare är 808.
Terrängen runt Praskolesy är kuperad norrut, men söderut är den platt. Praskolesy ligger nere i en dal. Runt Praskolesy är det ganska tätbefolkat, med 179 invånare per kvadratkilometer. Närmaste större samhälle är Hořovice, 4,0 km sydväst om Praskolesy. Trakten runt Praskolesy består till största delen av jordbruksmark.